# Evening (журнал)
Evening (яп. イブニング, Ibuningu) — японський журнал сейнен-манґи видавництва Kodansha, що виходить раз на два тижні. Друкується чорно-білим на газетному папері у форматі B5. За даними Японської асоціації видавців у 2009 році тираж ще становив 160 тисяч примірників. У 2016 році тираж склав 103 000 та далі тиражі лиш спадали.  
Журнал перестав випускатися 28 лютого 2023 року. Деякі серії манґи з журналу були переміщені на веб-сайт Kodansha's Comic Days.  

## Опублікована манґа
| Назва                                 | Автори                                                      | Дата        |
| ------------------------------------- | ----------------------------------------------------------- | ----------- |
| Adamas                                | Рьоджі Мінагава (сюжет, малюнок) Ері Ока (сюжет з 2 тома 2) | 2007 – 2014 |
| All Rounder Meguru                    | Хірокі Ендо                                                 | 2008 – 2016 |
| Aventurier Shinyaku Arsène Lupin      | Такаші Моріта                                               | 2011 – 2012 |
| Battle Angel Alita: Last Order        | Юкіто Кісіро                                                | 2011 – 2014 |
| Gunnm: Mars Chronicle                 | Юкіто Кісіро                                                |             |
| Blood Alone                           | Масаюкі Такано                                              |             |
| Deathtopia                            | Йосінобу Ямада                                              |             |
| Garoden                               | Баку Юмемакура (сюжет) Кейсуке Ітагакі (малюнок)            |             |
| Futari Solo Camp                      | Юдай Дебата                                                 | 2018 – 2023 |
| Hitsuji no Ki                         | Тацухіко Ямагамі (сюжет) Мікіо Ігарасі (малюнок)            | 2011 – 2014 |
| Itoshi no Mūko (яп. いとしのムーコ)   | Такаюкі Мізушіна                                            | 2011 – 2020 |
| Inuyashiki (яп. いぬやしき, Інуяшікі) | Оку Хіроя                                                   | 2014 – 2018 |
| K2                                    | Кадзуо Мафуне                                               | 2004        |
| Kannō-Sensei                          | Мотоі Йосіда                                                |             |
| Капітан Аліса                         | Юдзо Такада                                                 |             |
| Kasane                                | Дарума Мацуура                                              | 2013 – 2018 |
| Koi Kaze                              | Мотоі Йосіда                                                | 2001 – 2004 |
| Kindaichi 37-sai no Jikenbo           | Шин Кібаясі (сюжет), Сатоу Фумія (малюнок)                  |             |
| Lunfor                                | Такада Юузо                                                 | 2013        |
| Mizutamari ni Ukabu Shima             | Кей Санбе                                                   | 2019 – 2001 |
| Moyashimon                            | Масаюкі Ісікава                                             | 2005 – 2014 |
| Ōgari                                 | Тачіко Аокі                                                 |             |
| Op: Yoake Itaru no Iro no Nai Hibi    | Коу Йонеда                                                  | 2016        |
| RaW Hero                              | Акіра Хірамото                                              | 2018 – 2020 |
| Saiyouki                              | Фуюморі Юкіко (сюжет) Каору Ічіносе (малюнок)               |             |
| Sanzoku Diary                         | Кентаро Окамото                                             | 2016 – 2017 |
| Scout Seishirō                        | Норіфуса Міта                                               | 2001 – 2003 |
| Shamo                                 | Ізо Хашимото (сюжет) Акіо Танака (малюнок)                  | 2004 – 2015 |
| Sōsei no Taiga (яп. 創世のタイガ)     | Куджі Морі                                                  | 2017 – 2023 |
| Tōmei Axle                            | Норіфуса Міта                                               |             |
| Yama Onna Kabe Onna                   | Ацуко Такакура                                              | 2005 – 2010 |
| Yondemasuyo, Azazel-san               | Ясухіса Кубо                                                | 2007 – 2018 |
| Yugo                                  | Сіндзі Макарі (сюжет) Шуу Акана (малюнок)                   | 2004 – 2015 |